# Alstonia odontophora
Alstonia odontophora là một loài thực vật có hoa trong họ La bố ma. Loài này được Boiteau mô tả khoa học đầu tiên năm 1977.